# クレプラハ
クレプラハ（英語: kreplach, イディッシュ語: קרעפּלעך クレプレフあるいはクレプレヒ）はワンタンのような食べ物で、安息日のパーティ、更にプーリーム祭、ヨム・キプル、ホシャナー・ラッバー（仮庵の祭りの7日目）の食べ物でもある。
アメリカ英語ではクレップラックである。クレプレフやクレプレヒはイディッシュ語の複数形で（イディッシュ語では ach-Laut が使用される）、クレプル krepl が単数形。ただし、中部ドイツでクレッペルというと、クラップフェンというパンの一種を指す。